# Angraecopsis pobeguinii
Angraecopsis pobeguinii es una orquídea epífita originaria de las Comoras.

## Distribución y hábitat
Encontrado en Gran Comora en los bosques de montaña en alturas moderadas.

## Descripción
Es una orquídea de tamaño diminuto, que prefiere clima cálido a fresco, es epífita con un corto y erecto tallo que tiene de 3 a 4 hojas oblongas a oval-oblongas, planas y que florece  sobre una delgada inflorescencia de 4 a 5 cm de largo con 12 a 15 flores de 6 mm de ancho. La floración se produce en la primavera.

## Taxonomía
Adrorhizon purpurascens fue descrita por (Finet) H.Perrier y publicado en Flore de Madagascar et des Comores 49(2): 81. 1941.
Etimología
Angraecopsis: nombre genérico que se refiere a su parecido con el género Angraecum.
pobeguinii: epíteto otorgado en honor de Pobeguin (cónsul francés en las Comoras de 1900)".
Sinonimia
- Chamaeangis pobeguinii (Finet) Schltr. 1915;
- Rhaphidorhynchus pobeguinii Finet 1907.[1][3][4]